# Gomi Kōsuke

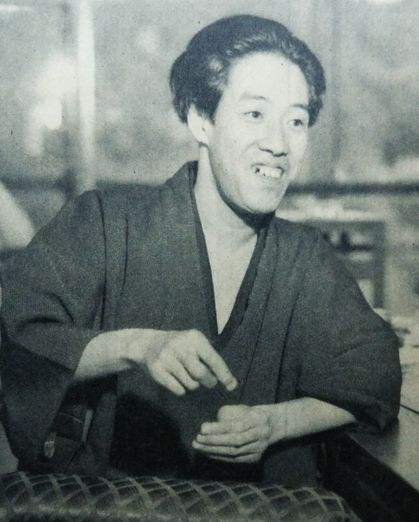
Gomi Kōsuke

Gomi Kōsuke (eigentl.: Gomi Yasusuke, 五味 康祐; geboren 20. Dezember 1921 in Ōsaka; gestorben 1. April 1980) war ein japanischer Schriftsteller.

## Leben und Wirken
Gomi studierte Literatur an der Meiji-Universität. Während seiner Armeezeit im Zweiten Weltkrieg lernte er den Schriftsteller Yasuda Yojūrō kennen, der ihn ermutigte, historische Romane zu schreiben.
Nach dem Krieg trat er in den 1950er Jahren als Autor von populären Schwertkämpfer-Romanen „Kengō shōsetsu“ (剣豪小説) hervor. Für „Sōshin“ (喪神) – etwa „Ohnmacht“ erhielt er 1952 den Akutagawa-Preis. Weitere erfolgreiche Romane waren „Yagyū Ren’yasai“ (柳生連也斎) 1955 und „Futari no Musashi“ (二人の武蔵)  – „Zwei Musashi“ 1957.
Gemeinsam mit Shibata Renzaburō verfasste er „Kyōshirō burai hikae“ (1956) und „Akai kageboshi“ (1960). Daneben wurde er auch als Musikkritiker und Essayist bekannt. Insgesamt verfasste er über 60 Romane, und nach seinem Tode wurden etwa 20 weitere Bücher von ihm veröffentlicht.